# Мидлсекс (округ, Нью-Джерси)
Округ Мидлсекс (англ. Middlesex County) — округ штата Нью-Джерси, США. Согласно переписи населения 2000 года, в округе Мидлсекс проживало 750 162 человек. По оценке Бюро переписи населения США, к 2009 году население увеличилось на 5,4 %, до 790 738 человек. Мидлсекс официально является частью Нью-Йоркской агломерации. В городе Нью-Брансуик располагается административный центр округа. Крупнейший город округа — Эдисон.